# Eliodoro di Larissa
Eliodoro di Larissa (Larissa, ... – ...; fl. III secolo?) è stato un matematico greco antico, autore di un breve trattato sull'ottica giunto fino a noi.

## Biografia
Non hanno informazioni sulla vita di Eliodoro, nativo di Larissa e probabilmente vissuto al tempo di Claudio Tolomeo, che lo cita. 

## Ottica
Il suo breve trattato Sull'ottica, in 2 libri, è poco più di un breve commentario di Euclide, elaborato da un certo Damiano, che potrebbe essere stato o il figlio o un allievo. 
La prima edizione a stampa, in greco e latino, fu pubblicata a Parigi nel 1657 con note illustrative di Erasmus Bartholinus, oltre ad un'altra traduzione in latino, di Antonio Matani, pubblicata nel 1758.

## Opere
- (LA) Capita opticorum, Pistoia, Atto Bracali, 1758.